# Колодня (приток Мологи)
Колодня — река в России, левый приток Мологи. Протекает по территории Пестовского района Новгородской и Чагодощенского и Устюженского районов Вологодской областей.
Устье реки находится в 111 км от устья Мологи. Длина — 57 км, площадь водосборного бассейна — 418 км².

## Данные водного реестра
По данным государственного водного реестра России относится к Верхневолжскому бассейновому округу, водохозяйственный участок реки — Молога от истока и до устья, речной подбассейн реки — Реки бассейна Рыбинского водохранилища. Речной бассейн реки — (Верхняя) Волга до Куйбышевского водохранилища (без бассейна Оки).
Код объекта в государственном водном реестре — 08010200112110000005637.